# Pálffyové
Pálffyové z Erdődu (maďarsky Pálffy család, slovensky Pálfiovci, dříve Pálffyovci) byl jeden z nejvýznamnějších uherských šlechtických rodů.

## Dějiny

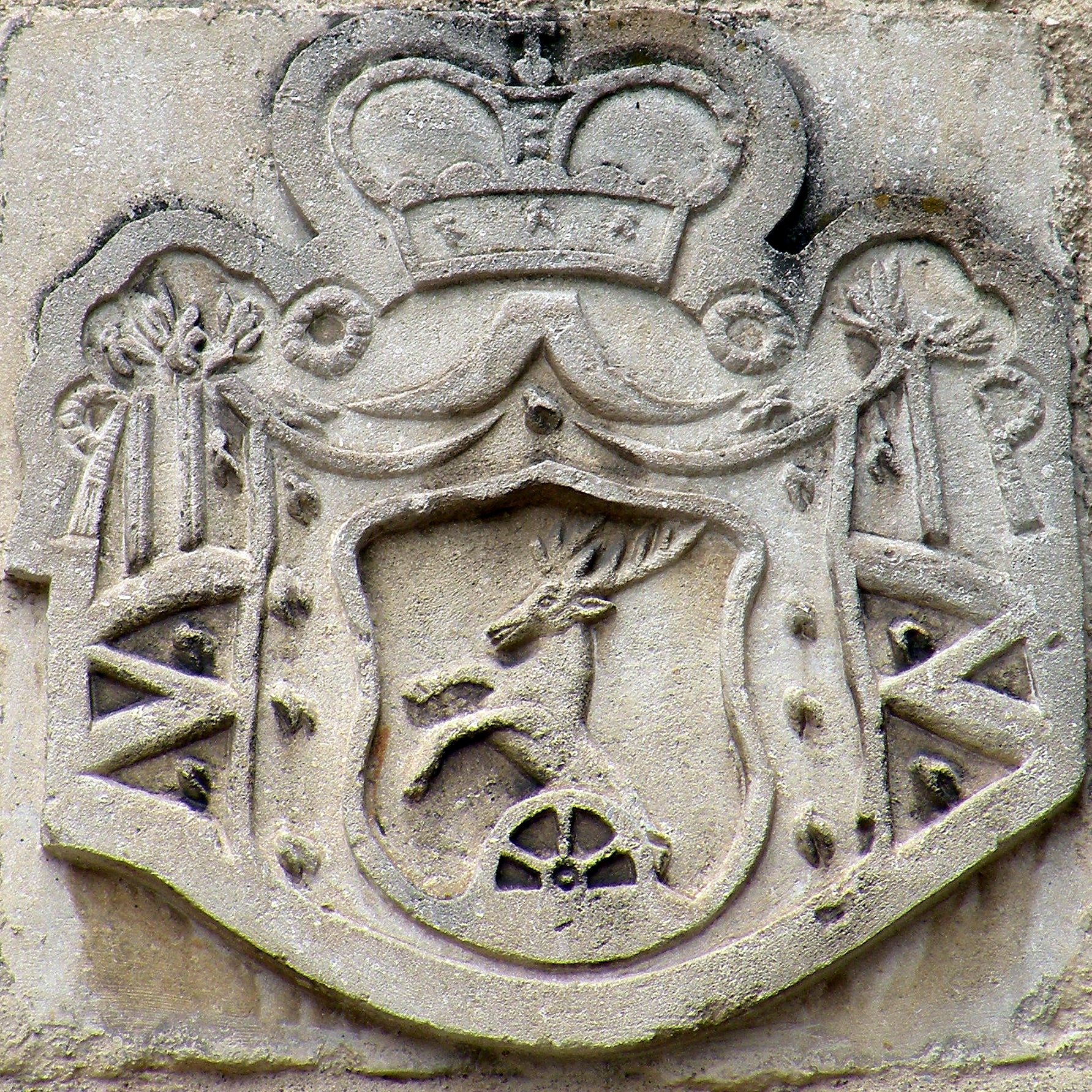
Erb rodu Pálffyů na hradě Heidenreichstein v Dolních Rakousích

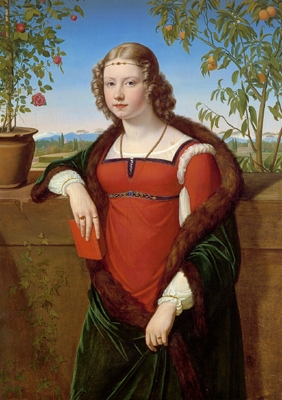
Kněžna Leopoldina Karolina Pálffyová, rozená Kounicová

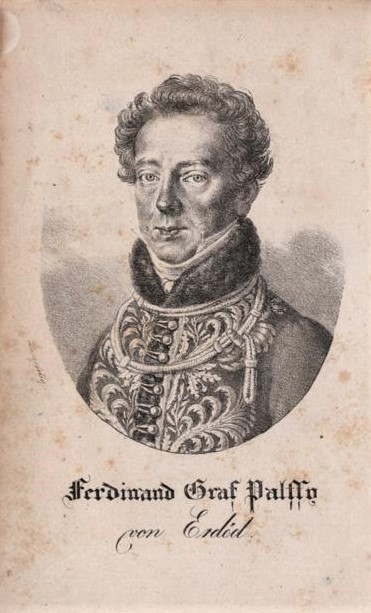
Ferdinand hrabě Pálffy z Erdödu (1774-1840) divadelní manažer ve Vídni a důlní podnikatel (1823)

Pálffyové jsou poměrně mladý šlechtický rod, jenž se dostal do popředí až na počátku vlády Habsburků v Uhersku v první polovině 16. století. V bitvě u Moháče v roce 1526 zahynulo spolu s českým a uherským králem Ludvíkem Jagellonským také mnoho příslušníků vysokého kléru a uherské šlechty. Patřil k nim i Lőrinc (Vavřinec) Pálffy. Jeho potomci se po nástupu Habsburků na uherský trůn přidali na stranu nového panovníka a Habsburkům zůstali věrní až do zániku Rakouska-Uherska.
Pálffyové byli původně zemanským rodem. Nejdříve obdrželi baronský titul, na přelomu 16. a 17. století byl rod povýšen mezi hrabata a v 19. století získaly dvě rodové větve právo užívat knížecí titul.
Genealogie rodu je značně komplikovaná, protože se rod bohatě rozvětvil. V 18. století došlo k dvojímu velkému dělení majetku. Během prvního dělení se v roce 1707 rod rozdělil na dvě velké linie:
- starší, jejímž zakladatelem se stal hrabě Miklós József (Mikuláš Josef) Pálffy (1657–1732) s manželkou Kateřinou Alžbětou, rozenou Weichsovou
- mladší, kterou založil Mikulášův bratr hrabě János (Jan) Bernard Pálffy (1663–1751) s manželkou Annou Terezií, rozenou Czoborovou

V roce 1735 proběhlo druhé dělení majetku. Výsledkem rodinné dohody bylo rozdělení starší větve rodu na 3 samostatné linie, jež vytvořili vnuci Mikuláše Josefa Pálffyho. Jména těchto tří linií jsou odvozena od míst, jež byla jejich hlavním sídlem: Malacky (maďarsky Malacka), Stupava (Stomfa) a Červený Kameň (Vöröskő). Zakladatelem malacké linie se stal Mikuláš Josef Pálffy (1710–1773) s manželkou Annou Sidonií, rozenou Althannovou. Zakladatelem stupavské linie byl Lipót István (Leopold Štěpán) Pálffy (1716–1773) s manželkou Marií Josefinou, rozenou Valdštejnovou a zakladatelem červenokamenské linie rodu byl Rudolf József Pálffy (1719–1768) s manželkou Marií Eleonorou, rozenou Kounicovou. Mladší větev červenokamenské linie Pálffyů se od 70. let 19. století usídlila v Čechách (jakožto dědici březnických Kolovratů a přes ně i Jeníšků z Újezda), kde s rozšířeným titulem svobodní páni z Újezda vlastnila rozsáhlé majetky až do roku 1945.
Posledním příslušníkem rodu na Březnici byl Jan Nepomuk Pálffy (1872–1953). Společně s dalšími zástupci české šlechty podepsal deklaraci na obranu československého státu a národa z 24. ledna 1939 a poté i se synem Karlem (1900–1979) se v září 1939 připojili k Národnostnímu prohlášení české šlechty, ale již roku 1941 přijali oba německé říšské občanství.
Červenokamenská linie rodu sídlila na hradě Červený Kameň, který byl prvním rodovým majetkem Pálffyů a postavení hlavního sídla celého rodu si udržel až do roku 1945. Pálffyové jej získali v roce 1583 a rod jej trvale obýval od roku 1588, kdy byla dokončena jeho přestavba na reprezentativní rodinné sídlo. Hrad vyženil významný uherský voják a politik Mikuláš Pálffy (1552–1600), když si vzal za ženu dědičku tohoto majetku Marii Magdalenu Fuggerovou. Posledním vlastníkem Červeného Kamene byl hrabě Karol Maria Pálffy (1905–1992), jenž hrad opustil společně se svou matkou koncem března 1945.

## Známí příslušníci rodu
- Mikuláš II. Pálffy z Erdődu (1552–1600) – uherský voják, politik a diplomat
- Ferdinand Pálffy z Erdődu (1619–1680) – římskokatolický biskup
- Mikuláš VI. Pálffy z Erdödu (1657–1732) – císařský polní maršál a uherský palatin
- František II. Pálffy z Erdődu (1660–1687) – voják, padl v boji ve věku 27 let v hodnosti podplukovníka
- Jan (Bernard) Pálffy z Erdődu (1663–1751) – uherský voják a politik (palatin), signatář Szatmárského míru
- Leopold IV. Pálffy z Erdődu (1764–1825) – uherský voják
- Ferdinand Pálffy z Erdődu (1774–1840) – divadelní ředitel a montanista
- Jan Karel Pálffy z Erdödu (1797–1870), c. k. polní podmaršál, uherský politik
- Jan Pálffy z Tarcsafalvy (1804–1857) – uherský politik
- Mořic Pálffy z Erdödu (1812–1897) – uherský voják a politik
- Eduard Pálffy z Erdödu (1836–1915) – rakouský a český šlechtic, velkostatkář a politik
- Ondřej Pálffy z Erdödu (1839–1902), rakousko-uherský generál jezdectva, nejvyšší hofmistr korunní princezny Štěpánky
- Mikuláš Antonín Pálffy z Erdödu (1861–1935), nejvyšší maršálek Uherského království, nejvyšší štolba císařského dvora
- Jan Nepomuk Pálffy (1872–1953) – hrabě a velkostatkář

## Rodové paláce
- Slavkov u Brna (zámek), do druhé světové války
- Pálffyovský kaštel v Malackách
- Bojnický zámek

Ve Vídni, v Bratislavě a v Praze dodnes existují paláce, jež dříve Pálffyům náležely:
- Palác Pálffyů (Josefsplatz), Vídeň
- Palác Pálffyů (Wallnerstraße), Vídeň
- Pálffyho palác (Gorkého ul.), Bratislava
- Pálffyho palác (Hviezdoslavovo nám.), Bratislava
- Pálffyho palác (Panská ul.), Bratislava
- Pálffyho palác (Ventúrska ul.), Bratislava
- Pálffyho palác (Zámocká ul.), Bratislava
- Pálffyovský palác s palácovou zahradou, Malá Strana, Praha

## Erb
Základem erbu Pálffyů je zlatý jelen ve skoku a zlaté půlkolo v modrém poli se třemi zelenými vrchy.